# 眠れぬ街のアプリンス
『眠れぬ街のアプリンス』（ねむれぬまちのアプリンス）は、2011年5月27日から2011年9月20日の金曜0時38分から1時8分（木曜深夜）まで日本テレビで放送されていたバラエティ番組。GREEの一社提供。

## 概要
会員制ラウンジ「アプリンス」に各界で活躍する男性ゲストが訪れ、夜の街で働く「夜の蝶」たちからのストレートな質問に答える。

## 出演者

### 支配人
- 後藤輝基（フットボールアワー）

### キャスト
- 阿久津薫美
- 和泉テルミ
- 入矢麻衣
- 衛藤美彩
- 岡田ロビン翔子
- 小川ももえ
- 片山愛佳
- 菊井亜希
- 吉川友
- 栗田萌
- 小林さり
- 咲世子
- 柴小聖
- 白雪
- 鈴木望
- 高嶋香帆
- 立花陽香
- 天童なこ
- 中島愛里
- 中村愛
- 中村知世
- 西山真以
- 原美沙
- 福間文音
- 古崎瞳
- 日向紗代
- 松下さら
- 真凛
- 丸高愛実
- 緑川静香
- 宮河マヤ
- 山本朋子

### 過去の出演者
- あゆか
- 谷侑加子
- TOMOMI
- 橋本夏果

## スタッフ
- ナレーション：町田浩徳（日テレアナウンサー）
- 構成：堀江利幸、石塚祐介、永井豪作
- TM：佐治佳一
- SW：米田博之
- CAM：村上和正
- MIX：勝又理行
- VE：舘野真也
- 照明：木村弥史
- 美術プロデューサー：高野泰人
- 美術デザイン：田澤奈津美、道勧英樹
- 大道具：品田昌則
- 小道具：今村文孝
- メイク：木島梨香
- EED：谷崎健一
- MA：本橋純一
- 音効：NEO
- 技術協力：NiTRO
- 美術協力：日テレアート
- CG：加藤ユキオ
- ヘアメイク：服部麻里、小林成江
- スタイリスト：藤澤まさみ
- 営業：高松美緒、定松亜紀
- 編成：寺内壮、小野隆史
- 宣伝：松榮大
- TK：山際慎子
- デスク：山本恭代
- AP：有吉由美
- ディレクター：高橋左和己、松田幸樹、本山崇、山本健太
- 演出：田口マサキ
- プロデューサー：斎藤政憲、佐藤三羽一、熊田靖士
- 企画・演出：水嶋陽
- チーフプロデューサー：竹内尊実
- 制作協力：AX-ON
- 製作著作：日本テレビ